# Howard County, Texas
Howard County är ett administrativt område i delstaten Texas, USA, med 35 012 invånare (2010). Den administrativa huvudorten (county seat) är Big Spring.

## Geografi
Enligt United States Census Bureau har countyt en total area på 2 341 km². 2 339 km² av den arean är land och 3 km² är vatten.

### Angränsande countyn
- Borden County - norr
- Mitchell County - öster
- Sterling County - sydost
- Glasscock County - söder
- Martin County - väster